# Polydactylus persicus
Polydactylus persicus is een straalvinnige vissensoort uit de familie van draadvinnigen (Polynemidae). De wetenschappelijke naam van de soort is voor het eerst geldig gepubliceerd in 2001 door Motomura & Iwatsuki.